# منظار معماري
التنظير المعماري أو التصوّر المعماري يُستخدم لتصوير النماذج المعمارية للمباني الجديدة من الخارج والداخل أثناء مرحلة التخطيط. يتم تصوير نموذج معماري لمبنى جديد بمقياس 1:500 من منظور شخص يمشي في الشارع، مما يتيح رؤية واقعية للمبنى. يتيح المنظار المتصل بكاميرا فيديو إنشاء محاكاة للتجول داخل النموذج، مما يسمح للمعماري بتطوير المسودة الأولى بشكل أكبر، وللجمهور بالمشاركة في رؤية المعماري للمباني والمدن المقترحة وتقييمها.

## التسمية
في مجال العمارة، يُطلق على المنظار الصلب اسم "ريلاتوسكوب" (بالألمانية: Relatoskop)، (بالفرنسية: relatoscop) وغيرها. في هذه المقالة، يتم استخدام مصطلح "منظار" كاسم عام.

## تاريخ

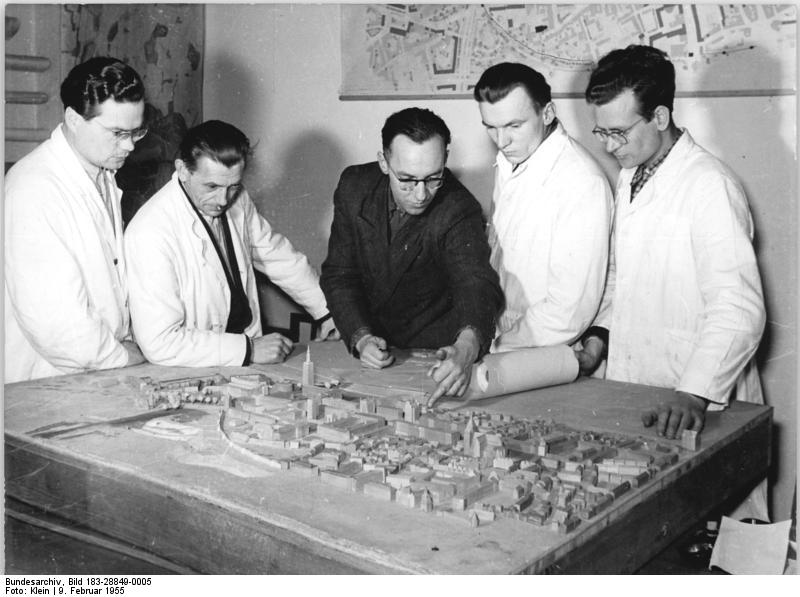
مهندسون معماريون يفحصون نموذجًا (تخطيط حضري) من منظور عين الطائر، روستوك، 1955

تم اختراع المنظار في عام 1806 على يد فيليب بوتسيني، حيث تم استخدامه في الطب لفحص داخل جسم الإنسان. وفي عام 1954، كان المهندس المعماري الألماني المقيم في باريس، مارتن شولز فان تريك (فان تريك)، أول من استخدم المناظير لتصوّر النماذج المعمارية. كانت هذه المناظير ملكًا لوالده، ألفريد شولز فان تريك، الطبيب الرائد في مجال تنظير الأذن.
نشر فان تريك أول مقال عن هذا الموضوع في مجلة العمارة والسكن (Bauen + Wohnen) عام 1957، بعنوان "تصوير النماذج الحقيقية كوسيلة تمثيل جديدة في تخطيط العمارة".
في منافسات التصميم المعماري، من الشائع عرض نموذج بمقياس 1:500 للمبنى بجانب الخطط أثناء العرض التقديمي. تُرى هذه النماذج عادةً وتُصور من منظور علوي (منظور عين الطائر). أدرك فان تريك مشكلة عرض التصميم المعماري للمقاولين والمستثمرين من هذه الزاوية التقليدية، فكانت فكرته استخدام صور المنظار كأساس للرسومات لعرضها على العملاء أو العامة، مما يوضح كيف سيبدو المبنى إذا كانوا يسيرون أو يقودون بجواره في الشارع. كان يضع المنظار في موقع المشاة داخل النموذج. وهكذا تم تصوير النماذج المعمارية بمقياس 1:500 أو 1:100 بطريقة تُظهرها كما لو أن المبنى مكتمل.
اكتسب المنظار شهرة بين المهندسين المعماريين والمقاولين بفضل استخدام فان تريك له في تخطيط مباني أعضاء فلاندرز السكنية الواقعة في شارع فلاندر، الدائرة التاسعة عشرة في باريس. تتميز الأبراج السكنية الأربعة المركزية للمشروع بارتفاعات مختلفة وتصميم مستوحى من أنابيب الأرغن الموسيقي، وسُميت "برليود"، "فوغ"، "كاناتا"، و"4"، مما يفسر اسم (أرغن فلاندر).
استخدم فان تريك المنظار للتصوير الفوتوغرافي، وخاصةً تصوير الفيديو، لنماذج بمقياس 1:500 إلى 1:100 أثناء المنافسة المعمارية وخطط مشروع أرغن فلاندر. كما وثّق عمله باستخدام المنظار منذ البداية.
في معرض البناء والعمارة Batimat في نوفمبر 1973 بباريس، وفي معرض Constructa في فبراير 1974 بهانوفر، قدّم فان تريك مع شركة المنظار لأول مرة على نطاق واسع لأعضاء القطاع المعماري والإنشائي الدولي. وفي عام 1974، وصف فان تريك المنظار واستخداماته في مشروع أرغن فلاندر في مقال نُشر بمجلة العمارة الألمانية DETAIL. كما يتوفر مقال بالفرنسية بقلم فرانسوا لوير على الإنترنت بصيغة PDF، ويشمل صورًا بالمنظار لمشروع أرغن فلاندر.

## البحث
في عام 1974، بعد العرض في المعارض التجارية والمقالات في المجلات المتخصصة، تم فحص استخدام المناظير في الجامعات الدولية ضمن نطاق مشاريع بحثية حول التخطيط العمراني. شارك في استكشاف الاستخدام المبكر للمناظير عدد من المعماريين ومخططي المدن البارزين، مثل:
- كارل-أكسل أكينغ، مصمم مدن من لوند، السويد.
- دونالد أبل يارد، من بيركلي، كاليفورنيا، الولايات المتحدة.
- هندريك فان ليوين، من فاخينينجن، هولندا.
- أنيرو ماركلين، من شتوتغارت، ألمانيا.

ركز بحثهم على استخدام الأفلام المصورة في التخطيط العمراني. ولأغراض التجارب، تم شراء معدات المحاكاة التي قدمها فان تريك في المعارض، وبسبب قلة التمويل، قامت المعاهد ببناء "أنظمة محاكاة نموذجية" بتكلفة أقل. تم ذلك في معهد التخطيط العمراني بجامعة شتوتغارت حيث قام أنيرو ماركلين بالتدريس والبحث. كانت نتيجة أبحاثه التي استمرت لعامين في شتوتغارت بين 1975 و1977 قد نُشرت عام 1979 في كتاب بعنوان "محاكاة البيئة، المحاكاة الحسية في تخطيط المدن" (Umweltsimulation, sensorische Simulation im Städtebau).
في المؤتمر الأول لجمعية المناظير المعمارية الأوروبية (EAEA) عام 1993 في جامعة تامبيري للتكنولوجيا في فنلندا، تم عرض جهاز المحاكاة العمراني الذي بدأ معهد الهندسة المعمارية بجامعة تامبيري ببنائه عام 1978. تم تطوير النظام وكذلك التحكم الحاسوبي بشكل أساسي من قبل الباحثين في المعهد بسبب قلة الموارد المالية المتاحة. تحدث بيتري سيتونين من كلية الهندسة المعمارية بجامعة هلسنكي للتكنولوجيا في المؤتمر بمحاضرته بعنوان "مستقبل المناظير"، حيث تناول مقارنة بين استخدام التصميم الحاسوبي (CAD) والمنظار في أعمال الطلاب. وأشار إلى أن المنظار حصل على 27 نقطة بينما حصل التصميم الحاسوبي على 20 نقطة. كما ذكر أن هذا الوضع سيتغير في السنوات القادمة.

## جمعية المناظير المعمارية الأوروبية (EAEA)
تأسست جمعية المناظير المعمارية الأوروبية (EAEA) عام 1993. عُقد الاجتماع التأسيسي خلال مؤتمر في معهد الهندسة المعمارية بجامعة تامبيري للتكنولوجيا في فنلندا، وكان أول مؤتمر دولي شارك فيه خبراء من خمس عشرة جامعة أجرت بحوثًا وتعليمًا في مجال التصوير باستخدام المناظير، حيث عرضوا نتائج أبحاثهم. منذ ذلك الحين، تُعقد مؤتمرات مشابهة كل عامين. تم تنظيم المؤتمر التاسع من قبل كلية الهندسة المعمارية بجامعة كوتبوس-زينفتنبرغ التقنية في عام 2009. في ذلك المؤتمر، اتفق المشاركون على تغيير اسم الجمعية، ليصبح اسمها "جمعية التصور المعماري الأوروبية، بدلاً من استخدام كلمة المناظير. وبحلول عام 2015، أصبح الاسم الرسمي هو "جمعية التصور المعماري الأوروبية" (EAEA)، ليتماشى مع التطور السريع في عتاد وبرمجيات الحواسيب المستخدمة في تصور مشاريع البناء، من المنازل العائلية إلى التخطيط العمراني. استضافت جامعة ودج التقنية المؤتمر الثاني عشر للجمعية في عام 2015. كما بدأت في العام نفسه خطط لعقد مؤتمرات في إسطنبول بتركيا ومونتانا في عام 2016، وغلاسكو بإسكتلندا في عام 2017. تُعقد مؤتمرات الجمعية في السنوات الفردية.

## التطبيق العملي
بالإضافة إلى المشاريع البحثية الممولة في الجامعات، تم استخدام المناظير من قبل المصورين الفوتوغرافيين ومصوري الفيديو في الاستوديوهات منذ عام 1974، في أعمال موجهة لعملاء في مجالات الهندسة المعمارية والإعلانات. وباعتبارها أدوات بصرية خاصة، أصبحت المناظير جزءًا من معدات التصوير الفوتوغرافي أو الفيديو المستخدمة في الاستوديوهات. على سبيل المثال، في ألمانيا، تم استخدامها منذ عام 1974 لفحص النماذج بصريًا في استوديو إنجو ويندي في برلين، ومنذ عام 1975 بواسطة أليكس كيمبكنز في ميونيخ. كانت طلبات المعماريين والبنّائين في الغالب تتعلق بالتقاط صور لنماذجهم باستخدام كاميرات ذات تنسيق كبير ومناظير. كما تم إنتاج أفلام قصيرة كفيديوهات أو أفلام مقاس 16 ملم. استُخدمت هذه الأفلام بشكل أساسي في المشاريع العمرانية الكبرى لأغراض العلاقات العامة والتوعية العامة. اعتبارًا من عام 2015، لم يتبقَ سوى عدد قليل من استوديوهات التصوير التي تعمل بتقنية تصوير المناظير.

## النقد

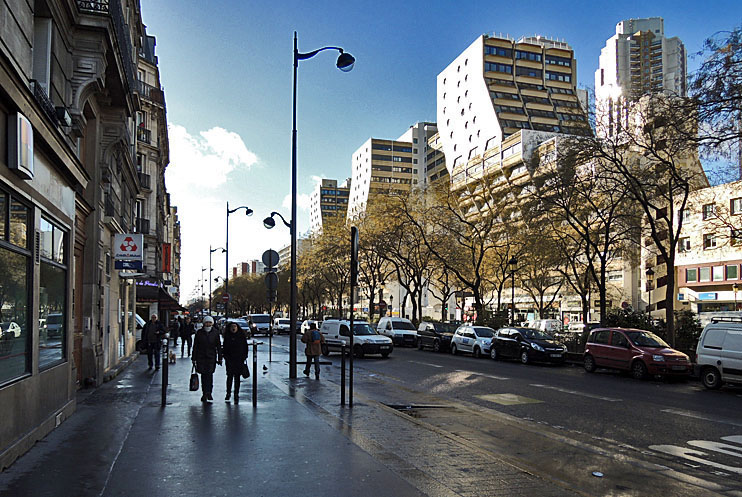
أورجان فلاندرز، باريس، من تصميم المهندس المعماري مارتن شولتز فان تريك، 2016

كتب فان تريك عن حقيقة أنه باستخدام المنظار، يتم تصوير النموذج من مستوى النظر العادي للعين البشرية:

تكمن فكرة "Relatoskopie" في ضبط منظور المراقب ليتناسب مع مقياس نموذج الهندسة المعمارية، وجلبه داخل النموذج عند مستوى العين البشرية الطبيعي... عند مقارنة الواقع بالمحاكاة من خلال نموذج مصغر، يتم إثبات مصداقية تقنية Relatoskopie. فالانتقال ليس وهميًا، بل يوفر معلومات جوهرية حول حجم المبنى وتنظيمه المكاني. 
لم يقتنع معارضو المشاريع الإنشائية المثيرة للجدل بهذه التقنية وانتقدوا الطريقة. كان انتقادهم الأساسي أن الصور التُقطت من منظور يشبه منظور النمل. يبلغ مستوى نظر الشخص البالغ بطول 170 سم (5 أقدام و7 إنشات) حوالي 160 سم (5 أقدام و3 إنشات). في نموذج بمقياس 1:100، يكون مستوى نظر المشاة في النموذج عند 16 ملم (0.63 إنش)، ويمكن الحفاظ على هذا المستوى بدقة باستخدام المنظار الذي يفضل أن يكون بقطر 8 ملم (0.31 إنش).

## العمل باستخدام المناظير
للحصول على صور أو أفلام بجودة عالية، كانت المناظير الصلبة أكثر ملاءمة بسبب جودة الصور التي توفرها. ومن الأمثلة على ذلك منظار العدسة القضيبية الذي اخترعه هارولد هوبكنز. أما المنظار الليفي المرن، الذي يُعرف بمنظار الألياف البصرية أو المنظار المرن (flexoscope)، المصنوع من ألياف زجاجية مجمعة، فلم يكن ينتج صورًا بنفس الجودة.
منذ البداية، استُخدمت المناظير الصلبة للمشاهدة المباشرة والتصوير الفوتوغرافي والفيديو والأفلام في محاكاة البيئة، وللتصوير الداخلي والخارجي للنماذج. كانت المناظير المستخدمة في التطبيقات الصناعية، والتي تُعرف باسم المناظير البوروسكوبية (borescopes)، مماثلة بشكل أساسي لتلك المستخدمة في الهندسة المعمارية. تم استخدام المناظير البوروسكوبية المطورة خصيصًا لفترات قصيرة في تصور النماذج. احتاج تصوير الفيديو والأفلام إلى إضاءة قوية، لذلك كانت هناك حاجة إلى مصابيح وكشافات ذات قدرة كهربائية عالية. في استوديوهات التصوير الاحترافية، تم استخدام وحدات فلاش قوية. أما الإضاءة الناتجة من أنظمة الألياف البصرية، والتي كانت تُستخدم في الطب، فقد نادرًا ما استُخدمت لنماذج الهندسة المعمارية.
كان نظام محاكاة النماذج الذي قدمه فان تريك في المعارض التجارية يتطلب تركيب المنظار، الموصول بكاميرا فيديو أو كاميرا تصوير، عموديًا فوق النموذج. كان ذلك ضروريًا لأن زاوية رؤية العدسة كانت جانبية بزاوية 90 درجة. كان هذا النظام معقدًا ومكلفًا. عند استخدام المناظير في التصوير الفوتوغرافي، كان يمكن استخدام مناظير بزاويا رؤية مختلفة، مما ألغى الحاجة إلى وضع الكاميرا بشكل عمودي فوق النموذج.

## تصور النماذج قبل وبعد عام 1995
منذ أوائل الستينيات، تم إجراء أبحاث ونشرها حول استخدام الحواسيب في العمارة. حتى عام 1995، كان تصور النموذج كصورة حاسوبية أو كرسوم متحركة أمرًا معقدًا ومكلفًا لدرجة أنه نادرًا ما كان بديلًا للتصوير بمنظار داخلي أقل تكلفة أو الفيلم القصير. استُثنيت المشاريع المرموقة، مثل النموذج الحاسوبي لهرم الزجاج في مشروع تحديث متحف اللوفر الذي صممه المهندس المعماري آي إم بي عام 1984.
عند انتقال مدرسة تامبيري للعمارة عام 1995، تم استبدال جهاز "محاكي المدن" الذي كان عمره 20 عامًا بنظام منظار داخلي حديث. تم تثبيت أحدث المناظير الداخلية والمكونات وأجهزة الحواسيب للتحكم بالكاميرا ومعالجة الصور وطرق الحوسبة الحديثة. تم تقديم المختبر الجديد في مؤتمر جمعية المناظير المعمارية الأوروبية (EAEA) عام 1997 في جامعة دلفت للتكنولوجيا بهولندا. اعتبارًا من عام 2015، أصبحت تقنية المناظير الداخلية لتصور النماذج المعمارية متوفرة فقط في عدد قليل من الجامعات في إطار التعليم والبحث، ويتم ذلك الآن بالتوازي مع الرسوم المتحركة المعمارية ثنائية وثلاثية الأبعاد والمحاكاة الافتراضية.
شهد تطور التكنولوجيا في الحواسيب والإضاءة والبرمجيات ونقل البيانات اللاسلكي وأجهزة اقتران الشحنة CCD والمناظير تطورًا سريعًا خلال العقود التي تلت عام 1995، لدرجة أن طالب العمارة في العقد الثاني من القرن الحادي والعشرين قد يصعب عليه تخيل مدى صعوبة محاكاة النماذج وتصورها في السابق. استفادت تقنية المناظير أيضًا من هذا التطور خلال تلك السنوات. مثال على هذا التطور هو مختبر محاكاة المدن في جامعة البوليتكنيك في ميلانو (DIAP)، الذي تأسس عام 2007. في مؤتمر EAEA في ميلانو عام 2013، تم عرض نموذج سيارة صغيرة مزودة بكاميرا دقيقة يمكنها الدخول في نموذج شارع بعرض 2.2 سم لتسجيل فيديو من منظور مستوى العين في السيارة، وتم نقل الصور مباشرة إلى الشاشة، حيث كانت السيارة تُحرك يدويًا عبر النموذج المصغر للمدينة، ولم يعد هناك حاجة للتصاميم التقنية المعقدة سابقًا لتسجيل الفيديو.
ستستمر النماذج المادية التي يمكن لمسها وفحصها من جميع الزوايا في التصنيع، وذلك لأغراض التعليم وتلبية متطلبات العملاء بالإضافة إلى عروض المشاريع في المعارض العقارية والاستثمارية الدولية في أوروبا وحول العالم. لا تزال هناك نماذج يمكن رؤيتها من منظور عين الطائر في قاعات العرض، مثل معرض Expo Real في ميونخ أو MIPIM في قصر المهرجانات في كان، فرنسا.

## نهضة المناظير الداخلية
في مؤتمر EAEA عام 1993 في تامبيري، صرح بوب مارتنز: "يمكن تصور نهضة للمناظير الداخلية، على الأقل للصور الثابتة". كما عمل مع محاكاة الحاسوب ثلاثية الأبعاد لكنه أشار إلى أن المناظير الداخلية لا تزال تمتلك مزايا في تدريب الطلاب: "المناظير الداخلية ليست مثقلة بالنظريات؛ يمكن للطلاب التعامل مع الموضوع بطريقة مرحة". لم يكن بإمكانه التنبؤ بالتطور التقني وخفض التكاليف الذي حدث في العقود التالية. في صيف 2015، قامت اثنتان من أكبر سلاسل البيع بالتجزئة في ألمانيا ببيع كاميرات الفيديو المنظار مقابل 60 يورو كألعاب رجالية. حاليًا، أصبح بإمكان الطلاب حتى إنشاء فيديو خاص بهم باستخدام المناظير الداخلية لتصور نماذجهم لعرضها في نهاية الفصل الدراسي. كما أصبحت المناظير الداخلية الصلبة والمعدات التصويرية ذات الصلة ميسورة التكلفة. إن خفض تكاليف استخدام المناظير الداخلية يدعم أطروحة بوب مارتنز حول احتمال حدوث "نهضة للمناظير الداخلية".

## الاستقبال
كانت فكرة مارتن شولتز فان تريك عام 1954 تدور حول منظور مستوى العين للمشاة والحاجة إلى توصيل مفهوم التصميم للعملاء والمواطنين. في ذلك الوقت، كان المنظار الداخلي هو الأداة الوحيدة المتاحة لالتقاط صور وتصوير نماذج معمارية من هذا المنظور. كانت الثورة الرقمية في مراحلها الأولى ولم تكن الأدوات (العتاد والبرمجيات) قد تطورت بما يكفي لتحقيق فكرته. منذ ذلك الحين، مرت عقود، ومع تقدم الحواسيب أصبح من الممكن تصور منظور مستوى عين المشاة كصورة أو فيلم بسهولة. لقد تم تعزيز فكرة فان تريك لتقديم التصاميم من منظور المشاة من خلال التكنولوجيا الرقمية الحديثة التي حلت مكان المناظير الداخلية التقليدية.